# ピアノ・リダクション
ピアノ・リダクションとは、ピアノ用の編曲の形態の１つで、「ピアノ以外の複数の楽器のために書かれた楽曲について、主要な要素を残してそれ以外を適宜省略し、ピアノで弾けるように編曲したもの」、またはその編曲された楽曲の楽譜（ピアノ・スコア）のことをいう。「リダクション」（英 reduction）は、「削減」、「縮小」などの意。
アルノルト・シェーンベルクは、ピアノ・リダクションとは「単に『ひとつの』視点から彫刻を眺めたようなもの」であり、このことは音色と緻密さの多くがないがしろにされてしまっていることを意味すると述べている。

## ピアノ・リダクションの例
オリジナルのオーケストラ曲と、それに対する複数の異なるピアノ・リダクションの例を示す。
オリジナルのオーケストラ曲
そのピアノ・リダクション
いずれもモーツァルト作曲『レクイエム』より「ラクリモーサ」末尾の部分。